# Tagebau Schlabendorf-Süd
Der Braunkohletagebau Schlabendorf-Süd ist ein ehemaliger Tagebau im Lausitzer Braunkohlerevier in Brandenburg. Er wurde nach dem Ortsteil Schlabendorf am See der Stadt Luckau im Landkreis Dahme-Spreewald benannt. Die ehemaligen Kraftwerke Lübbenau und Vetschau wurden zwischen 1976 und 1991 aus diesem Tagebau mit Rohkohle versorgt.

## Geschichte

Tagebau Schlabendorf-Süd 1983 – Blick von Drehna in Richtung Presenchen (hier verlief die Straße nach Schlabendorf/Luckau). Links neben dem rechten Eimerkettenbagger sind die Straßenbäume der dort noch nicht abgerissenen Straße zu erkennen.

1975 begann der Aufschluss des Tagebaus und ein Jahr später konnte die erste Kohle gefördert werden. Die Abraumförderbrücken F 34-25 (aus Tagebau Schlabendorf-Nord) und F 34-28 (aus Tagebau Seese-West) gingen 1977 in Betrieb. Teile der Schlossparke Zinnitz und Fürstlich Drehna wurden 1975 und 1982 überbaggert und anschließend rekultiviert. Die Stilllegung des Tagesbaus erfolgte 1991 und es entstanden als Bergbaufolgelandschaften der Stiebsdorfer See sowie die Naturschutzgebiete Wanninchen und Drehnaer Weinberg und Stiebsdorfer See, sowie das derzeit in der Entwicklung befindliche Erholungs- und Freizeitzentrum Marina Schlabendorf am See.

## Umgesiedelte Ortschaften
- Pademack: 1975–1976
- Gliechow: 1979
- Stiebsdorf: 1981–1983
- Wanninchen: 1986
- Presenchen: 1987–1988